# Hampus Bohman
Hampus Bohman, född 12 juni 1992, är en svensk före detta fotbollsspelare.

## Karriär
Bohmans moderklubb är Bälaryds IK. Därefter spelade Bohman för Aneby SK innan han 2008 gick till Kalmar FF. Den 27 mars 2012 meddelade Kalmar FF att man lånade ut Bohman till Superettanklubben Umeå FC på ett låneavtal fram till 31 juli. Under utlåningstiden kom klubbarna överens om att en dialog om en eventuell förlängning skulle ske, vilket slutade med en förlängning av lånet till resten av säsongen. I mars 2013 blev Bohman klar för IK Oddevold.
I december 2014 värvades Bohman av Örgryte IS. I mars 2017 gick han till Ljungskile SK. I december 2017 värvades Bohman av Varbergs BoIS. I september 2018 lämnade han klubben.

## Privatliv
Hampus Bohmans far, Kent Bohman, var tidigare assisterande tränare för Kalmar FF. Bohman har förutom fotboll även spelat schack i en klubb.